# Saracinesca (film)
Saracinesca è un film del 1921 diretto da Augusto Camerini e Gaston Ravel. Prodotto e distribuito dalla Medusa Film, il film uscì nelle sale nell'ottobre 1921.